# Environnement de la Corée du Nord
L’environnement de la Corée du Nord comprend les divers écosystèmes de la partie de la péninsule coréenne contrôlée par la république populaire démocratique de Corée. Depuis les années 1980, l'environnement est considéré comme étant en état de « crise », de « catastrophe » ou d'« effondrement ».

## Faune
La faune nord-coréenne fait partie d'un ensemble plus vaste qui regroupe le nord-est de la Chine et l'est de la Sibérie. Elle compte notamment des ours bruns et noirs, des tigres[réf. nécessaire] (dont le tigre en Corée appartenant à la sous-espèce du tigre de Sibérie), des zibelines, des cerfs et des sarcelles du lac Baïkal. Parmi les espèces avicoles, le pic-vert noir à ventre blanc est propre au nord de la Corée.

## Flore
Trois écorégions recouvrent la Corée du Nord. Les parties les plus peuplées et les plus clémentes du pays (le Hwanghae, la région de Pyongyang et la côte du Kangwon sur la mer du Japon) font partie de la zone des forêts décidues de Corée centrale caractérisée par l'abondance du chêne de Mongolie. Dans les régions aux hivers plus rigoureux des montagnes et du nord, les conifères, notamment le pin de Corée et le sapin de Mandchourie, deviennent plus nombreux, c'est la zone des forêts mixtes de Mandchourie. Au-dessus de 1 100 mètres d'altitude, ce sont les conifères sombres qui prédominent avec une grande quantité de mousses et de fougères et de nombreuses autres plantes (zone des forêts mixtes des monts Changbai).
La république populaire démocratique de Corée abrite plusieurs parcs naturels, en particulier dans les régions des Monts Chilbo, Paektu, Kuwol, Myohyang et Kumgang.
En 2004, une nouvelle espèce de pins blancs, le pin blanc de Corée, a été découverte en Corée, dans le village de Raengjong-gol, dans l’arrondissement de Rinsan (province du Hwanghae du Nord).

## Problèmes environnementaux

### Pollution
Selon Jeong Hoi-sung, chercheur à l'Institut coréen de l'environnement, l’ensemble de la péninsule coréenne pourrait être la zone la plus atteinte par les pluies acides au cours du XXIe siècle en raison de sa position géographique, entre la Chine et le Japon industrialisés, et du caractère transfrontalier de ce phénomène.
En outre, la température moyenne annuelle en Corée du Sud, qui était comprise entre 10 et 11 degrés Celsius de 1908 à 1940, a atteint 12 à 13 degrés après 1970. Cette augmentation de la température a aussi un effet sur le niveau de la mer.
Les experts de l'Institut coréen de l'environnement estiment ainsi que l'augmentation du niveau de la mer autour de la péninsule sera comprise entre 33,9 et 40,7 centimètres d'ici 2090. Les zones côtières de l'ouest et du sud sont considérées comme plus vulnérables que la côte est, mais c’est surtout la Corée du Nord qui devrait être touchée.
Byon Byung-seol, un chercheur à l'Institut coréen de l'environnement, a mentionné les problèmes environnementaux suivants en Corée du Nord :
- les habitants de zones industrielles telles que Hungnam, Hamhung, Chongjin, Wonsan, Nampo et Songrim souffriraient de dermatites et de maladies respiratoires à cause des gaz émanant d'usines.
- les déchets liquides provenant d'usines seraient rejetés dans les rivières sans avoir été purifiés, ce qui a éradiqué tous les poissons dans plusieurs d'entre elles.
- afin de nourrir sa population, des zones immenses de forêts ont été dévastées (passant de 97 726 kilomètres carrés en 1970 à 75 330 kilomètres carrés en 1998) et de grandes surfaces de terre polluées et acidifiées par l'emploi massif d'engrais et de produits chimiques.

Ces problèmes auraient également eu certaines conséquences néfastes pour leurs voisins régionaux, notamment la Corée du Sud. D'autre part, certaines des mesures de surexploitation des terres destinées à nourrir la population ont finalement conduit à une baisse de plus d'un tiers de la production effective des céréales.
Toujours selon l’Institut coréen de l’environnement, les problèmes d’environnement en Corée du Nord ressemblent à ceux de la Corée du Sud dans les années 1970. Ces problèmes, principalement liés à l'industrie, sont qualifiés de « pollution de production », par opposition à la « pollution de consommation » que connaît aujourd’hui la Corée du Sud et caractérisée par les conséquences d'une urbanisation rapide que sont l’émission de gaz automobiles, l’évacuation des eaux usées des habitations, etc...

### La vulnérabilité aux aléas climatiques: les inondations
En 1967, 1995, 2006 et 2007 le pays a été soumis à de très fortes inondations qui ont entraîné de lourdes pertes humaines et matérielles.

## Programme de coopération environnementale

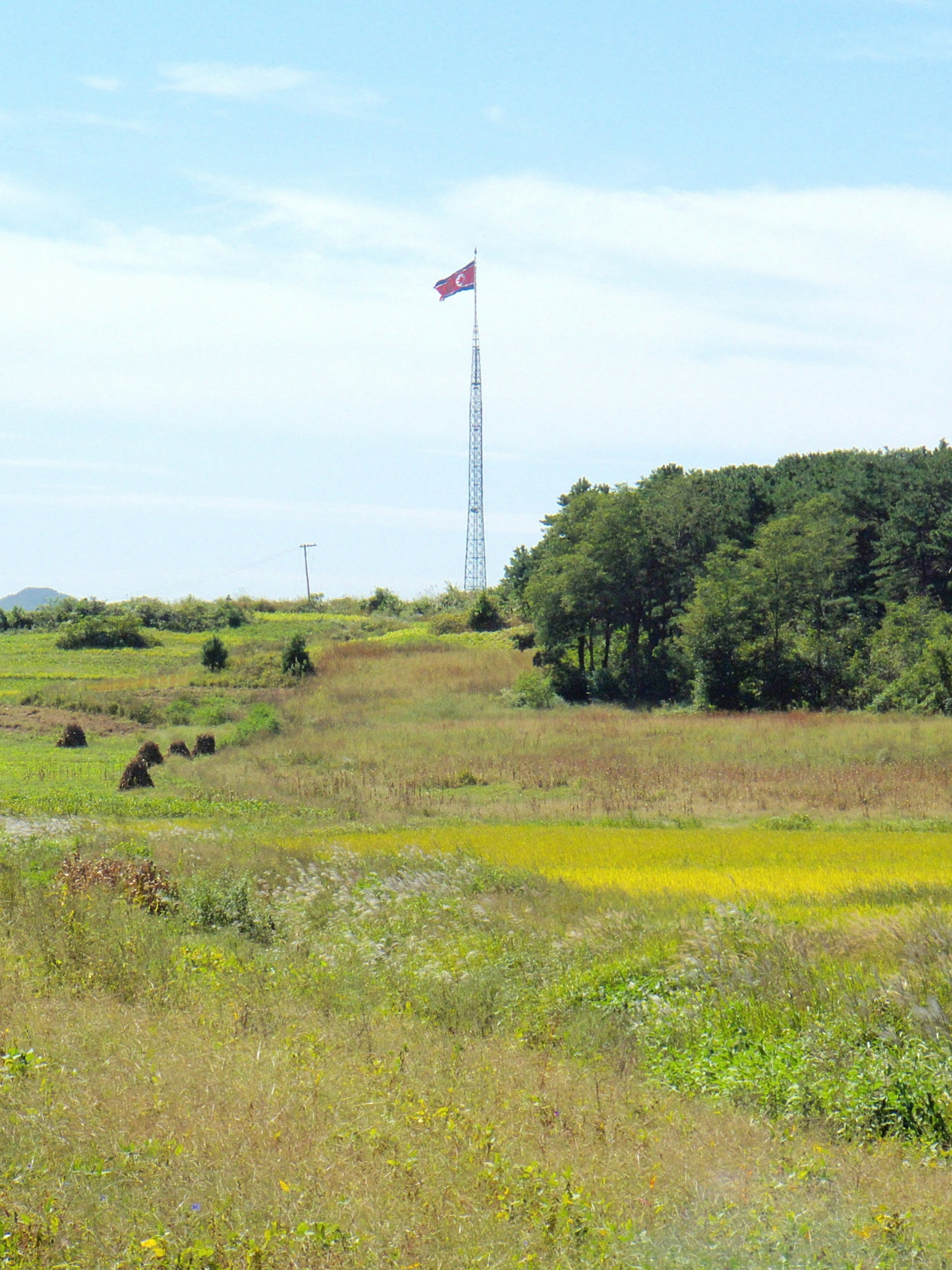
La zone démilitarisée entre les deux Corée comporte une biodiversité préservée.

En mars 2006, la Corée du Nord a adopté une loi relative à la reconnaissance des effets sur l'environnement, laquelle dispose notamment que la Corée du Nord va continuer à « développer les échanges et la coopération pour reconnaître les effets sur l'environnement et cesser les développements et les constructions préjudiciables à l'environnement ».
Cette loi complète un dispositif législatif et d'engagements internationaux théoriquement très complet pour protéger l'environnement : selon le Programme des Nations unies pour le développement (PNUD), « la RPDC a révisé son cadre légal et administratif et a désigné la protection de l’environnement comme une priorité dans toutes les pratiques de production et comme une condition au développement durable. Elle a adopté des lois nationales sur les forêts, la pêche, les ressources hydrologiques et la pollution marine. Le pays - qui abrite des espèces sérieusement menacées comme le léopard de l’Amour, l’ours brun d’Asie et le tigre de Sibérie - a aussi signé les accords internationaux de l’environnement comme la Convention sur la diversité biologique ».
Ces choix s'inscrivent dans le cadre du lancement en août 2004, conjointement par la Corée du Nord et le Programme des Nations unies pour le développement, de la première évaluation de l'état de l'environnement en Corée du Nord : constatation d'une déforestation (conduite notamment par l’exploitation commerciale des forêts, ainsi que l'accroissement des terres agricoles) et d'une pollution accrue de l'eau, de l'air et des terres.
En coopération avec l'agence suédoise de développement international, l'ONG lyonnaise Triangle Génération Humanitaire a conduit, de janvier à décembre 2005, un programme de reforestation et protection de l'environnement dans les provinces de sud Pyongyang et sud Hwangae.
Par ailleurs, la zone démilitarisée, entre les deux Corée, accueille désormais une faune et une flore parmi les plus riches au monde.
En 2004, la biosphère du mont Kuwol a été classée au Réseau mondial des réserves de biosphère de l’UNESCO, à l'instar de la biosphère du mont Paektu.